# Športska dvorana Žatika
Sportska dvorana "Žatika" višenamjenska je športska dvorana u Poreču. Izgrađena je za potrebe Svjetskog prvenstva u rukometu 2009. godine, a svečano otvorena za Dan Grada 21. studenoga 2008. Dvorana je izgrađena za godinu dana, a građevina je ukupne površine oko 14 tisuća četvornih metara i ima ukupno 3.700 mjesta.
Višenamjenska dvorana sastoji se od velike dvorane s gledalištem te male i fitness dvorane. Obodno su oko športskih igrališta smješteni prateći prostori dvorane na dvije etaže. Autori projekta su Sonja Jurković, Sanja Gašparović, Nataša Martinčić, i Tatjana Peraković.